# 고헤이촌
고헤이촌(公平村)은 지바현 산부군에 일찍이 존재했던 촌이다. 현재의 도가네시 북부(일부는 산무시])에 해당한다.

## 역사
- 1889년 4월 1일 - 정촌제 시행에 의해 야마베군 고헤이촌이 성립하였다.
- 1899년 4월 1일 - 야마베군이 폐지되어 산부군이 되었다.
- 1953년 4월 1일 - 일부의 지역이 나루토정에 편입되었다. 잔부가 도가네정, 오카야마촌, 도요우라촌, 야마토촌의 일부와 합병해, 새로운 도가네정이 신설해, 동일 고헤이촌은 폐지되었다.

## 참고문헌
- 大日本篤農家名鑑編纂所編『大日本篤農家名鑑』大日本篤農家名鑑編纂所、1910年。
- 松田卯太郎編『千葉県紳士名鑑』江東出版協会、1926年。
- 交詢社編『日本紳士録 第42版』交詢社、1938年。
- 早稲田大学紳士録刊行会編『早稲田大学紳士録 昭和15年版』早稲田大学紳士録刊行会、1939年